# Linia kolejowa Weimar – Rastenberg/Großrudestedt
Linia kolejowa Weimar – Rastenberg/Großrudestedt – dawna jednotorowa, niezelektryfikowana i wąskotorowa linia kolejowa w kraju związkowym Turyngia, w Niemczech. Biegła z Weimaru do Rastenberga, a druga odnoga do Großrudestedt.